# Idiopatisk lungfibros
Idiopatisk lungfibros (IPF) karaktäriseras av progressiv fibros (ärrbildning) i lungorna, vilket innebär att symtomen förvärras med tiden. Sjukdomsbilden innebär ihållande hosta, återkommande lunginfektioner och svår andfåddhet. Majoriteten av dem som insjuknar är i 40-70-årsåldern och incidensen ökar med åldern. Sjukdomen drabbar något fler män än kvinnor.
Svensk Lungmedicinsk Förenings (SLMF) har publicerat ett uppdaterat vårdprogram 2019 , avsett för vårdpersonal. Man konstaterar såsom tidigare att den inflammatoriska komponenten vid sjukdomen inte är dominerande. Därför har den tidigare benämningen Idiopatisk fibrotiserande alveolit, som syftar på den inflammatoriska komponenten, nu ändrats till Idiopatisk lungfibros som även stämmer bättre överens med den internationella beteckningen Idiopathic pulmonary fibrosis (IPF).
Idiopatisk lungfibros är en allvarlig lungsjukdom och endast 20-25 procent av patienterna lever fem år efter diagnosen. Det saknas tillförlitliga data om sjukdomens prevalens i Sverige, men amerikanska studier beräknar en prevalens på 14-42 fall per 100 000 invånare. Det stora intervallet speglar en osäkerhet i diagnostiken som indikerar att mörkertalet är stort. En beräkning på det lägre intervallet visar att minst 1 500 personer i Sverige lider av IPF.

## Symtom
Sjukdomsbilden innebär ihållande hosta, återkommande lunginfektioner och svår andfåddhet som beror beror på dels bristande förmåga till syrepassage och att lungvolymen minskat som resultat av progressiv ärromvandling av lungvävnaden. Två viktiga parametrar för att mäta detta är diffusionskapacitet (DLCO) och forcerad vitalkapacitet (FVC), som är den maximala mängd luft som patienten kan andas ut efter att ha tagit ett djupt andetag. Subklinisk reflux anses inte längre behandlingskrävande. IPF patienter löper ökad risk att insjukna i lungcancer och vaskulära sjukdomar såsom pulmonell hypertension. En blandbild av fibros och emfysem förekommer hos vissa patienter.

## Behandling i Sverige
Svensk Lungmedicinsk Förening (SLMF) presenterade ett nytt vårdprogram  2019, som uppdaterade rekommendationerna  kring diagnostisering och behandling utifrån uppdaterade forskningsresultat och internationella riktlinjer. Hos symptomatiska  patient med diagnostiserad idiopatisk lungfibros och FVC >50 procent bör farmakologisk behandling övervägas. I dessa fall rekommenderas nintedanib eller pirfenidon som båda bromsar förlust av FVC.
Nintedanib och pirfenidon är de aktiva substanserna i Ofev respektive Esbriet och båda har fått rekommendation i internationella guidelines från 2015. Dessa läkemedel har godkänts för försäljning på den svenska marknaden och för behandling av IPF. De subventioneras av Tandvårds- och läkemedelsförmånsverket (TLV) i Sverige.